# Akhalkalaki
Akhalkalaki (georgisk: ახალქალაქი, Ny By (fra georgisk ɑxɑli, "ny", og kʰɑlɑkʰi, "by"); armensk: Ախալքալաք; tyrkisk: Ahılkelek) er en by i Georgien sydlige region Samtskhe–Javakheti. Akhalkalaki ligger på kanten til Javakhetiplateauet omkring 30 km fra grænsen til Tyrkiet. I 2014 var over 93,8 % af byens befolkning etniske armeniere. Byen overgik fra osmannerne til russerne efter Den russisk-tyrkiske krig (1828-1829). Den 4. januar 1900 ødelagde et jordskælv en stor del af byen og dræbte omkring 1.000 personer i området. Byen har 8.295 (2014) indbyggere.

## Demografi
| År   | Armenere | Armenere | Georgere | Georgere | Russere | Russere | Total  |
| ---- | -------- | -------- | -------- | -------- | ------- | ------- | ------ |
| 1886 | 4.083    | 94,9%    | 51       | 1,2%     | 57      | 1,3%    | 4.303  |
| 1897 | 4.136    | 76%      | 129      | 2,4%     | 479     | 8,8%    | 5.440  |
| 1926 | 3.185    | 90,9%    | 197      | 5,7%     | 61      | 1,8%    | 3.475  |
| 1959 | 6.522    | 74,1%    | 433      | 4,9%     | 1.424   | 16m2%   | 8.804  |
| 1989 | -        | -        | -        | -        | -       | -       | 15.572 |
| 2014 | -        | -        | -        | -        | -       | -       | 8.295  |

## Reflist
1. 1 2  www.geostat.ge (fra Wikidata).
2. ↑  The Annual Register of World Events, 1900 (Longmans, Green, and Co., 1901) p461
3. ↑  "население грузии". Hentet 8. oktober 2016.
4. ↑  "АХАЛКАЛАКСКИЙ  УЕЗД  (1897 г.)". Hentet 8. oktober 2016.
5. ↑  "Ахалкалакский уезд 1926". www.ethno-kavkaz.narod.ru. Hentet 21. april 2018.
6. ↑  "Ахалкалакский район 1959". www.ethno-kavkaz.narod.ru. Hentet 21. april 2018.
7. ↑  "Archived copy". Arkiveret fra originalen 2012-02-04. Hentet 2013-05-16.{{cite web}}:  CS1-vedligeholdelse: Arkivtitel brugt (link)
8. ↑  "Arkiveret kopi". Arkiveret fra originalen 13. marts 2018. Hentet 20. december 2018.